# Homoeriodictiol
Homoeriodictyol es una flavanona extraída de Yerba Santa (Eriodictyon californicum) una planta que crece en América.
Homoeriodictyol (3`-methoxy-4`,5,7-trihydroxyflavanona) es una de las 4 flavanonas identificadas por Symrise en esta planta que suscitan la propiedad de los modificadores del gusto: sal sódica homoeriodictiol, eriodictiol y sterubin. Sal de sodio homoeriodictiol provoca la actividad de enmascaramiento amargo más potente mediante la reducción de 10 a 40% de la amargura de salicina, amarogencina, paracetamol y la quinina. Sin embargo hay actividad del enmascaramiento amargo que se detectó con emulsiones amargas de ácido linoleico. De acuerdo con la sal sódica científicos de Symrise, homoeriodictiol parece ser un modificador de sabor con un gran potencial en aplicaciones para alimentos y productos farmacéuticos.
Investigaciones estructurales basado en eriodictiol y homoeriodictiol, se encontró ácido vanillilamida 2,4-dihidroxibenzoico que provoca la actividad de enmascaramiento amargo. En 0,1 g / L, este derivado de vainillina derivado, fue capaz de reducir la amargura de un 0,5 g / L de solución de cafeína en aproximadamente 30%.